# Félix de Mérode

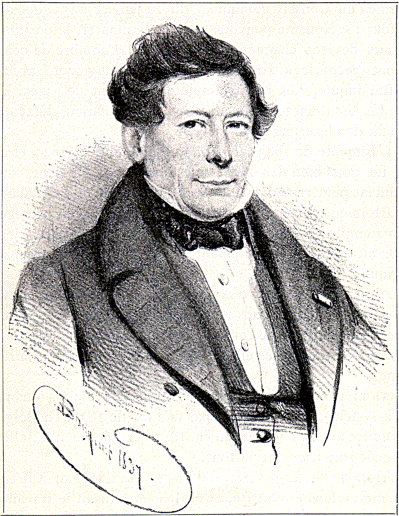
Il Conte de Mérode

Il conte Félix de Mérode (Maastricht, 13 aprile 1791 – Bruxelles, 7 febbraio 1857) è stato un politico belga.

## Esordi
Visse a Parigi sotto il Primo Impero, ove, nel 1809, sposò Rosalie de Gramont, figlia del marchese di Gramont e di Madame de Noailles, cognata del marchese di La Fayette.

## La Rivoluzione belga del 1830

### Alfiere della rivoluzione
Il suo momento di gloria ebbe luogo con lo scoppio della Rivoluzione belga del 1830: ne fu uno dei principali capipopolo e vi perdette il fratello Frédéric de Mérode, morto in combattimento con gli Olandesi.  Con la proclamazione dell'indipendenza di quel Paese, Félix fu membro del governo provvisorio belga del 1830, poi del Congresso Nazionale del Belgio, eletto nel novembre 1830.

### Deputato al Congresso nazionale
Il Congresso elaborò la Costituzione belga, basata sulla forma della monarchia costituzionale. Dopodiché si occupò della elezione di un monarca, sul modello della, assai recente, 'elezione' di Luigi Filippo a Re dei Francesi: decaduti gli Orange Nassau non v'era, evidentemente, alcuna dinastia legittima a reclamare quel trono.  Pare che taluni ambienti avessero pensato di candidare lo stesso de Mérode: ma si trattava di una proposta assolutamente irrealistica, che egli, saggiamente, declinò.
Si procedette, invece, alla elezione, il 3 febbraio 1831, del Duca di Nemours, secondogenito di Luigi Filippo di Francia.
Ed il de Mérode fece parte della delegazione di deputati inviata a Parigi per proporre la corona al giovane principe.  La missione non ebbe successo, in quanto Luigi Filippo declinò l'offerta il 17 febbraio 1831, costretto dalla feroce opposizione delle altre potenze (tanto che Palmerston si spinse a minacciare una reazione militare).
Seguì un breve momento di incertezza, nel corso del quale il Congresso reagì eleggendo un reggente del neonato regno (24 febbraio 1831): de Mérode si candidò, ma venne sconfitto dal barone belga de Chokier (eletto con 108 voti su 156, contro i 43 del de Mérode).

## Ministro di Leopoldo I
Tuttavia seppe recuperare un ruolo politico centrale, sostenendo la elezione di Leopoldo di Sassonia-Coburgo, eletto sovrano il 4 giugno 1831, al quale il de Mérode fu assai prossimo: nel 1831 venne nominato ministro di Stato, ma si dimise nel 1839 per non essere costretto a firmare il Trattato dei XXIV articoli, che obbligò il giovane Regno a cedere il territorio dell'attuale Granducato del Lussemburgo ed il Limburgo orientale (regione della quale il de Mérode era originario).
Massone, fu membro della loggia di Bruxelles  "L'Union des Peuples", del Grande Oriente del Belgio.

## Famiglia
Da Rosalie de Gramont (1792 - 1823), ebbe cinque figli:
- Comte Charles Werner Ghislain de Merode (1816 - 1905) sposò sua cugina Therese de Merode, sorella della Principessa di Monaco, da cui ebbe figli
- Comtesse Marie Théodoline de Merode (1817 - 1909) sposò Alof, Marquis de Wignacourt senza figli
- Comtesse Marie Anne Henriette Ghislaine de Merode (1818 - 1904) sposò il Comte Charles Forbes René de Montalembert esponente del cattolicesimo liberale
- Comte François Xavier de Merode, Arcivescovo di Melitene, (1820 - 1874) ministro di Papa Pio IX;
- Comte Philippe de Merode (1823 - 1825)

Dopo la morte della moglie, sposò nel 1831 la sorella di questa, Philippine da cui ebbe una figlia:
- Comtesse Marie Albertine Ghislaine de Merode (1839 - 1872)

Oggi, i suoi discendenti vivono a Rixensart, un piccolo villaggio del Brabante vallone.